# 克鲁瓦西耶 (厄尔-卢瓦省)
克鲁瓦西耶（法語：Croisilles，法語發音：[kʁwazij] ⓘ）是法国厄尔-卢瓦省的一个市镇，位于该省北部偏东，属于德勒区。

## 地理
克鲁瓦西耶（48°41'20"N, 1°30'15"E）面积5.72 平方千米，位于法国中央-卢瓦尔河谷大区厄尔-卢瓦省，该省份为法国北部内陆省份，北起顺时针与厄尔省、伊夫林省、埃松省、卢瓦雷省、卢瓦-谢尔省、萨尔特省和奧恩省接壤。
与克鲁瓦西耶接壤的市镇（或旧市镇、城区）包括：厄尔河畔维勒默、布雷尚。

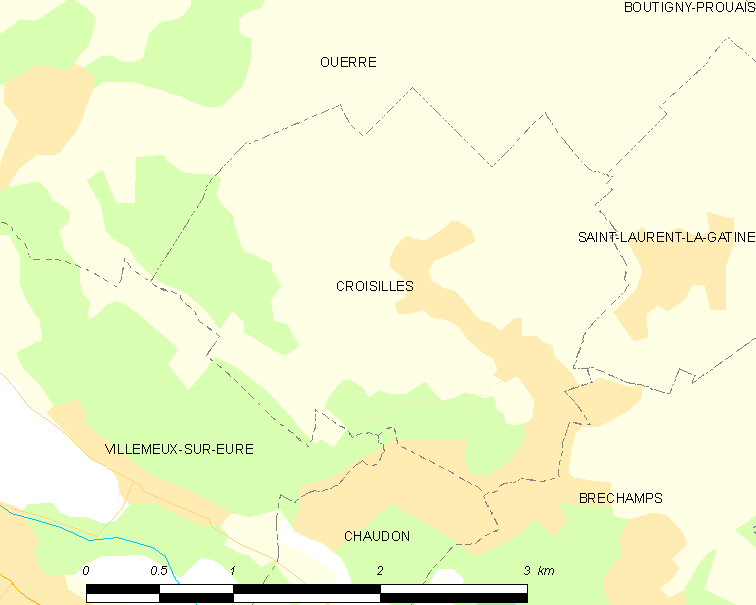
的OSM定位图

克鲁瓦西耶的时区为UTC+01:00、UTC+02:00（夏令时）。

## 行政
克鲁瓦西耶的邮政编码为28210，INSEE市镇编码为28118。

## 政治
克鲁瓦西耶所属的省级选区为德勒第二县。

## 人口

1962-2008年间人口变化图示

克鲁瓦西耶于2022年1月1日时的人口数量为423人。